# Bhása
Bhása (asi konec 2. století – počátek 3. století) byl staroindický dramatik z období před Kálidásou, který se o něm s úctou zmiňoval.
O Bhásově životě nemáme prakticky žádné právy, a ačkoliv byl považován za jednoho z nejvýznamnějších indických dramatiků, dlouho se zdálo, že všechna Bhásova dramata jsou ztracena. Teprve v roce 1910 byl objeven v kéralském Tiruvanantapuramu svazek rukopisů obsahující celkem jedenáct her (a o rok později ještě další dvě hry), které všechny byly po důkladném rozboru přisouzeny Bhásovi.
Náměty pro svoje díla bral Bhása z indické mytologie (například z eposů Mahábhárata a Rámajána nebo z legend o Kršnovi) a také z různých nedochovaných sbírek pohádek a povídek (tyto hry jsou považovány za Bhásova mistrovská díla). Hry jsou psány v sanskrtu a prákrtu a vyznačují se dějovým spádem a dramatickou zápletkou.

## Dílo

### Hry s mytologickým náměty
- Bálačarita (Život chlapce), pětiaktová hra o dětství Kršny.
- Hry s náměty z Mahábháraty
  - Madhjamavjájóga (Hra o prostředním), jednoaktovka, ve které démon Ghatótkača vyžaduje jako potravu prostředního syna chudého bráhmana a střetne se o něj v souboji se silákem Pánduovcem Bhímou, o kterém neví, že je to jeho otec.
  - Dútaghatótkača (Ghatótkača poslem), jednoaktovka se zcela vymyšleným dějem přejímající z eposu jen postavy.
  - Úrubhanga (Zlomení stehna), jednoaktovka líčící přemožení a usmrcení zlovolného vůdce Kuruovců Durjódhany.
  - Karnabhára (Karnovo břímě), jednoaktovka v níž největší podporovatel Kuruovců Karna přijde před bojem s Pánduovcem Ardžunou so své zázračné zbraně.
  - Dútavákja (Poslova slova), jednoaktovka, ve které přichází Kršna jménem Pánduovců vyzvat Kuruovce, aby předali část své říše bratrancům a předešli tak válce.
  - Paňčarátra (Pět nocí), drama o třech jednáních, které přejímá z eposu jen postavy a děj je zcela vymyšlen (vůdce Kuruovců Durjódhana zde předá Pánduovcům část své říše).
- Hry s náměty z Rámajány
  - Pratimánátaka (Hra o soše), hra o pěti dějstvích líčící Rámovo vyhnanství, únos Síty a porážku démonského krále Rávany.
  - Abhišékanátaka (Hra o korunovaci), hra o šesti dějstvích, která se částečně dějově překrývá s předcházející hrou a vypráví o únosu Síty, porážce Rávany a o šťastném návratu obou manželů domů.

### Hry s pohádkovými a povídkovými náměty
- Pratidžňájaugandharájana (Jaugandharájanův slib), čtyřaktová hra o únosu krále Udajana, kterému k útěku dopomůže věrný ministr i s princeznou Vasadávattou, která se do krále zamilovala.
- Svapnavásavadatta (Sen o Vasadávattě), nejslavnější Bhásova hra,[2] která v šesti dějstvích líčí politické i milostné problémy krále Udajana a jeho manželky Vasadávatty.
- Avimáraka, pohádkové drama s milostným námětem nazvané podle svého hlavního hrdiny.
- Daridračárudatta (Chudý Ćárudatta), zřejmě poslední Bhásova hra,[2] kterou autor již nedopsal, protože končí uprostřed děje po čtvrtém dějství. Jejím hrdinou je čestný kupec Čárudatta, kterého jeho štědrost, velkodušnost a láska ke kurtizáně přivedly na mizinu. Hru později přepracoval a dokončil další slavný indický dramatik Šúdraka po názvem Mrččhakatika (Hliněný vozíček).